# Secretaria-Geral do Ministério da Ciência, Tecnologia e Ensino Superior
A Secretaria-Geral do Ministério da Ciência, Tecnologia e Ensino Superior é um serviço executivo da administração direta do Estado Português, dotado de autonomia administrativa.

## Missão
Conforme disposto no Decreto-Lei n.º 150/2007, de 27 de Abril, diploma que aprova a sua Orgânica, a Secretaria-Geral tem como objectivo assegurar o apoio técnico especializado aos gabinetes dos membros do Governo integrados no Ministério da Ciência, Tecnologia e Ensino Superior e aos demais órgãos e serviços nele integrados, nos domínios da gestão de recursos internos, do apoio técnico, jurídico e contencioso, da documentação e informação e da comunicação e relações públicas.

## Visão
A Secretaria-Geral pretende ser um organismo de referência na Administração Pública Nacional e Europeia, pautado pela excelência sustentada na satisfação das necessidades e expectativas das partes interessadas.

## História
A Secretaria-Geral foi criada em 1997, integrada no Ministério da Ciência e da Tecnologia, no XIII Governo Constitucional (1995-1999), mantendo-se com a mesma estrutura orgânica no XIV Governo Constitucional (1999-2002). Em Abril de 2002, com a tomada de posse do XV Governo Constitucional (2002-2004) foi extinto o Ministério da Ciência e da Tecnologia e criado o Ministério da Ciência e do Ensino Superior, tendo integrado os serviços e organismos anteriormente incluídos no extinto Ministério da Ciência e da Tecnologia e na Secretaria de Estado do Ensino Superior, do Ministério da Educação.
Em Julho de 2004, o Ministério passou a incluir nas suas competências a Inovação, associada à Ciência e ao Ensino Superior, passando, por isso, a designar-se Ministério da Ciência, Inovação e Ensino Superior. Contudo, em Março de 2005, com a tomada de posse do XVII Governo, uma nova designação foi-lhe atribuída – Ministério da Ciência, Tecnologia e Ensino Superior -, a qual se mantém actualmente.

## Organização
Dirigida por um Secretário-Geral, António Raúl da Costa Tôrres Capaz Coelho, em funções desde 1997, e coadjuvado por uma Secretária-Geral Adjunta, Maria da Purificação Cavaleiro Afonso Pais, a Secretaria-Geral conta com uma equipa jovem e qualificada de cerca de 50 trabalhadores, que se regem pelos valores da prossecução do interesse público e respeito pelos direitos e interesses legalmente protegidos dos cidadãos, procurando alcançar a melhoria contínua.

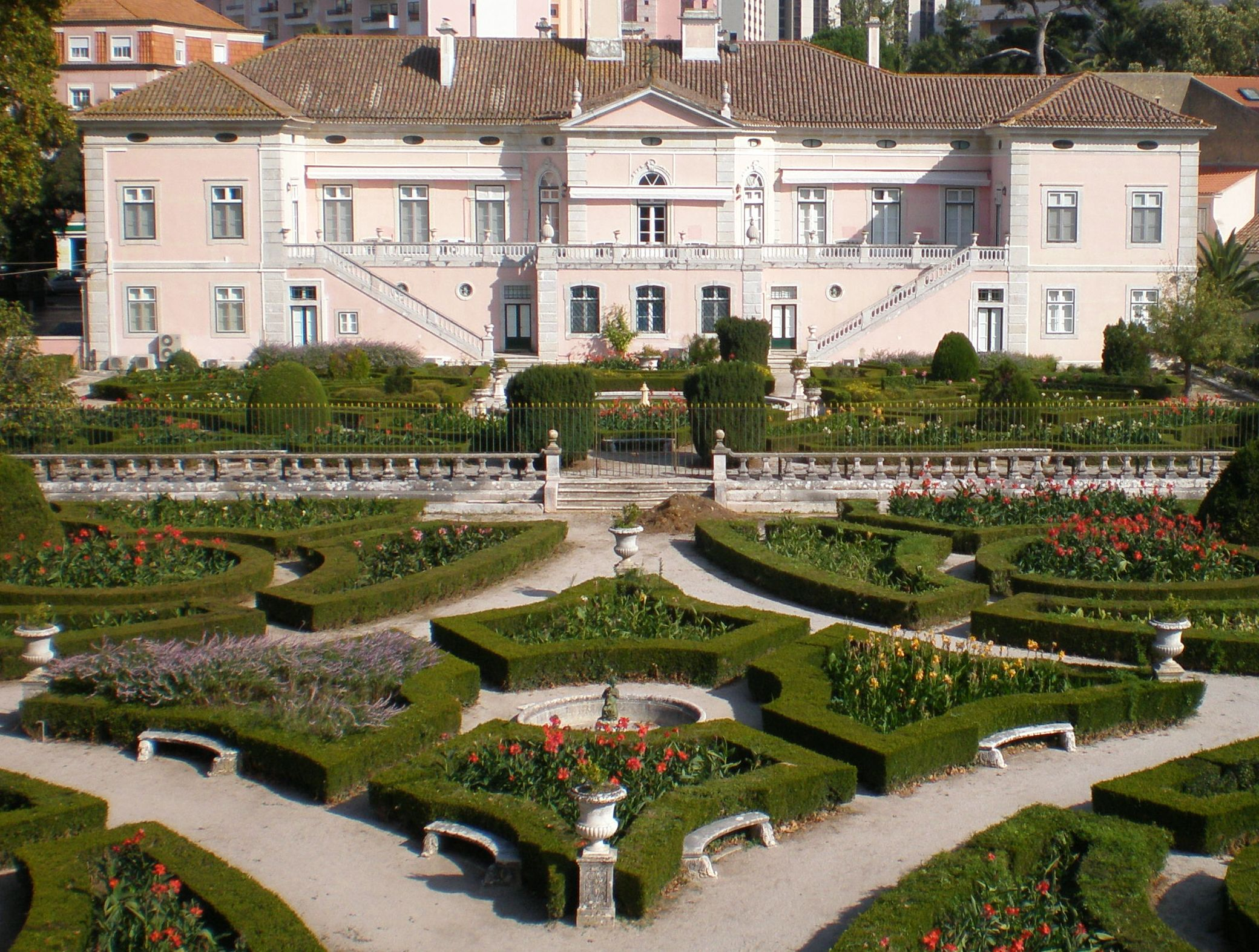
Palácio das Laranjeiras, sede da Secretaria-Geral do MCTES.

## Prémios e Certificações
- 2005 - Menção Honrosa do Prémio Fernandes Costa, edição de 2004, com o trabalho “Adopção das Novas Tecnologias de Informação para a melhoria do Sistema de Gestão da Qualidade da SGMCIES”;
- 2005 -  Sistema de Gestão da Qualidade, de acordo com a norma NP EN ISO 9001:2000;
- 2006 - Sistema de Gestão Ambiental, de acordo com a NP EN ISO 14001:2004;
- 2006 – Sistema de Gestão de Segurança e Saúde no Trabalho, de acordo com a OHSAS 18001:1999/NP 4397:2001.

Com estas certificações, torna-se o primeiro serviço da administração pública directa a possuir um sistema integrado e certificado de Gestão da Qualidade, Ambiente, Saúde e Segurança no Trabalho.
- 2007 - 1.º nível de Excelência – “EFQM - Committed to Excellence” -, atribuído pela European Foundation for Quality Management (EFQM);
- 2010 - 2.º nível de Excelência – “EFQM - Recognised for Excellence – 4 Star” -, atribuído pela European Foundation for Quality Management (EFQM);
- 2010 - Sistema de Responsabilidade Social, de acordo com a norma SA:8000.

## Localização
A Secretaria-Geral situa-se na sede do Ministério da Ciência, Tecnologia e Ensino Superior, em Lisboa, instalada num edifício do século XVIII - Palácio das Laranjeiras.